# Steinway & Sons

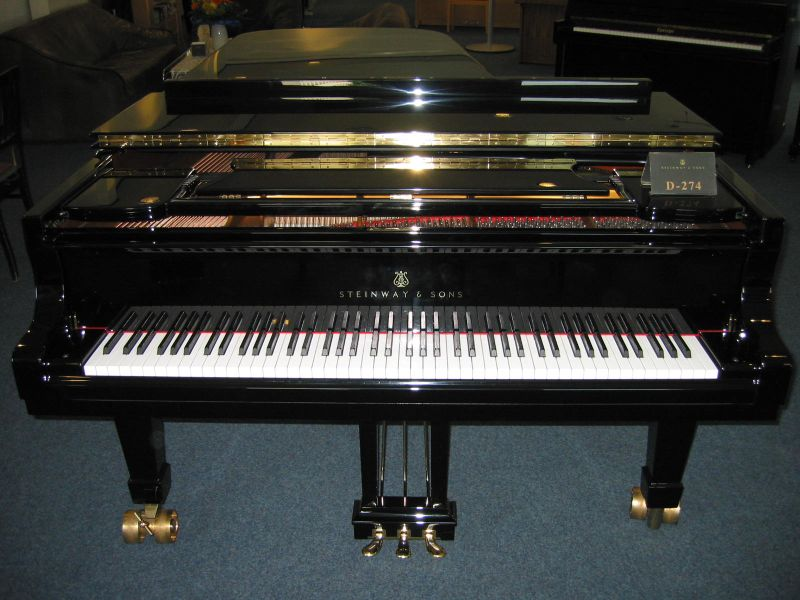
Piano Steinway D-274 (Hamburg).

 Steinway & Sons  és una companyia de construcció de pianos fundada el 1853 a Nova York per l'immigrant alemany Heinrich Steinweg (Steinway és l'adaptació a l'anglès del cognom Steinweg).
L'empresa va ser fundada el 1853, en un bloc de Manhattan del carrer Varick. Henry va fabricar el seu primer piano a la cuina de casa seva a Alemanya, i en el moment en què va establir la companyia "Steinway & Sons", ja n'havia fabricat 482. El primer piano produït per la companyia, el nombre 483, va ser venut a una família de Nova York per $500. Avui en dia, aquest piano, s'exhibeix al Metropolitan Museum of Art de Nova York.
Durant els següents 40 anys, Henry i els seus fills: Henry Jr, Albert, CF Theodore, William i Charles, van desenvolupar el piano modern. Gairebé la meitat de les 125 patents de la companyia van ser desenvolupades durant aquest període. Moltes d'aquestes invencions de finals del segle xix, es van basar en investigacions científiques emergents, que van incloure les teories acústiques, del físic renovador Hermann von Helmholtz.
Els dissenys revolucionaris de Steinway, conjuntament amb una mà d'obra de superior qualitat, van començar a rebre reconeixements a nivell nacional gairebé immediatament. A principis de 1855, els pianos Steinway van rebre medalles d'or en moltes exhibicions dels EUA i d'Europa. La companyia va guanyar reconeixement internacional en 1867, en l'Exhibició de París, quan va ser guardonada amb la "Grand Gold Medal of Honor", per l'excel lència en la manufactura i l'enginyeria. Va ser la primera companyia nord-americana que va rebre aquesta medalla. Els pianos Steinway, es van transformar ràpidament en l'elecció per excel·lència de molts membres de la reialesa, i van guanyar el respecte i admiració dels millors pianistes del món.
Avui en dia, Steinway & Sons, produeix aproximadament 4000 pianos per any a tot el món. Més de 1300 concertistes i assembladors utilitzen aquesta marca. Steinway no és patrocinador de cap d'aquests artistes. Tots i cadascun d'ells han decidit per si sols tocar aquests pianos professionalment. Als EUA, els artistes poden tocar els seus concerts amb pianos del "Banc de pianos" de la companyia Steinway. Aquest "banc", compta amb més de 300 pianos, que tenen un valor total de més de 15.000.000$. Actualment, l'empresa ja ha construït més de 583,000 pianos. Les plantes de fabricació avui en dia són la de Queens, New York (EUA) i la d'Hamburg (Alemanya).